# Paulo Kassoma
Paulo Kassoma, angolski politik, * 6. junij 1951.
Bil je predsednik vlade Angole (2002-08) in podpredsednik Angole (2010-).